# جيسي ماغواير
جيسي ماغواير (بالإنجليزية: Jesse McGuire)‏ هو عازف جاز أمريكي، ولد في 29 أغسطس 1958.